# Lichenophanes bicornis
Lichenophanes bicornis är en skalbaggsart som först beskrevs av Weber 1801.  Lichenophanes bicornis ingår i släktet Lichenophanes och familjen kapuschongbaggar. Inga underarter finns listade i Catalogue of Life.

## Bildgalleri

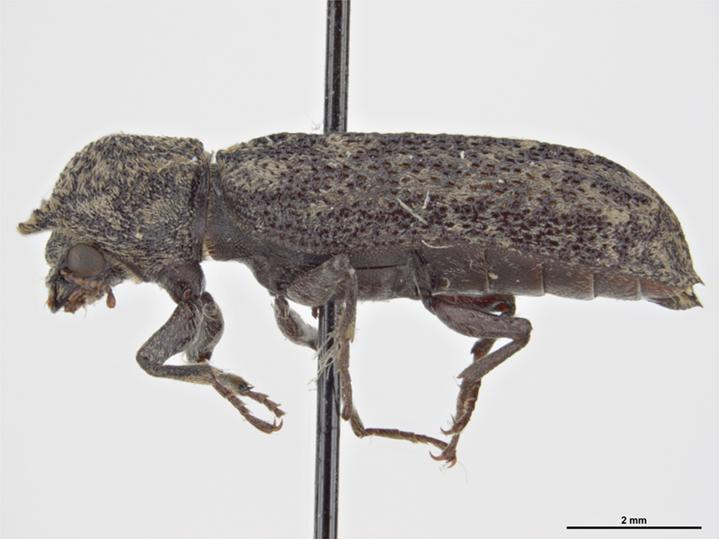